# Свети Николай (Ливадеро)
„Свети Николай“ (на гръцки: Αγίου Νικολάου) е православна църква в планинското кожанско село Ливадеро (Мокро), Егейска Македония, Гърция, част от Сервийската и Кожанска епархия.
Построена е в 1854 година след въстанието и изгарянето на църквата „Света Богородица“. Впечатляваща е старата камбанария. Иконите на иконостаса са от 1861 година.
Църквата е добре запазена, но тъй като става малка за нуждите на селото в 1964 – 1977 година е построена нова със същото име.